# Vessel Traffic Service

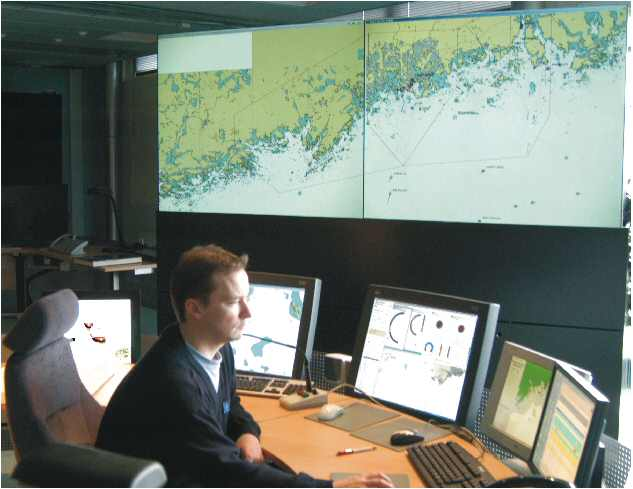
Operator w centrum kontroli VTS w Helsinkach

VTS (ang. Vessel Traffic Service, pol. służba kontroli ruchu) – system kontroli ruchu statków w rejonach gdzie natężenie ruchu, skupienie dużej ilości jednostek w wąskich przejściach lub obecność niebezpieczeństw nawigacyjnych stwarza duże zagrożenie kolizji lub wejścia na mieliznę.
VTS jest ustanawiany przez organ administracji państwa w celu poprawy bezpieczeństwa żeglugi, ochrony środowiska naturalnego i usprawnienia ruchu statków.
W skład systemu VTS wchodzą: centrum kontroli, system (systemy) obserwacji oraz łączność.

## Obszar
W zależności od potrzeb, ukształtowania akwenu i tras ruchu statków VTS może obejmować port i podejście do niego (port morski Rotterdam), podejście do kilku portów, położonych blisko siebie (VTS na torze wodnym Świnoujście–Szczecin czy na Zatoce Gdańskiej) lub obszar tranzytowy, którędy przechodzi wiele statków, nie zawijając do portów (Cieśnina Kaletańska). Cały obszar może być obsługiwany przez jedno centrum kontroli lub być podzielony na mniejsze części, obsługiwane przez odrębne centra.
Niektóre VTS, leżące w pobliżu, współpracują ze sobą, przekazując dane statków, co umożliwia zmniejszenie wielkości meldunków ze statków, odciążając przez to załogę statku.

## Centrum kontroli ruchu
W centrum kontroli dane z systemów obserwacji i meldunkowych są wyświetlane na mapie elektronicznej i analizowane przez dyżurującą obsadę, która ma również bieżące informacje o wszystkich warunkach wpływających na żeglugę (stan pogody, pływy i prądy, otwarcie mostów i śluz, prace na torze wodnym i inne utrudnienia, stan oznakowania nawigacyjnego). Na podstawie tych danych centrum wydaje komunikaty dla wszystkich statków i zalecenia indywidualne.
Jeżeli VTS obejmuje kilka centrów, są one ze sobą ściśle połączone, niezależnie od tego, czy znajdują się w tym samym budynku czy w dużej odległości. Łączność pozwala na przekazywanie danych o statkach przechodzących z jednej części do następnej, wymianę informacji i uzgadnianie zaleceń. Centrale mają również połączenie z centralami ratownictwa, służbami do zwalczania rozlewów olejowych i administracją morską państwa.

## Systemy obserwacji
Z reguły głównym środkiem obserwacji jest radar. W zależności od potrzeb może być zastosowany jeden radar, kilka radarów umieszczonych w jednym punkcie, ale pracujących na różnych zakresach odległości lub wiele radarów rozmieszczonych tak, aby obserwowały cały lub prawie cały obszar VTS.
W zależności od potrzeb stosuje się radary o różnej długości fal (10 cm, 3 cm i milimetrowe), co pozwala osiągnąć dobrą wykrywalność dla obiektów dalekich i dużą dokładność określenia pozycji statku.
Obraz radarowy jest nanoszony automatycznie na mapę elektroniczną. Sygnały są przetworzone przez układ nakresowy ARPA, pozwalając na wyświetlenie danych o ruchu jednostki (kurs, prędkość i przebyta trasa). Na mapie można również wyświetlić dane z transmisji systemu automatycznej identyfikacji AIS oraz dane wprowadzone ręcznie, pochodzące z meldunków radiowych.
VTS może być również wyposażony w system kamer telewizyjnych, pozwalających na obserwację wzrokową, przydatną zwłaszcza w śluzach i basenach portowych.

## Łączność
Podstawowym środkiem komunikacji między statkami a centrum kontroli jest radiotelefonia VHF. 
Każde centrum kontroli używa innego kanału do komunikacji ze statkami co zmniejsza obciążenie i wzajemne zagłuszanie. 
Na VHF funkcjonuje system meldunkowy, tak samo centrum kontroli nadaje w określonych odstępach czasu informacje pogodowe, o ruchu statków i ostrzeżenia. Statki nie powinny używać kanałów VHF używanych przez VTS do komunikacji między statkami lub wewnątrz statkowej.
Niektóre z większych VTS podają informacje i ostrzeżenia za pomocą radiotelefonii pośredniofalowej a także przez telex Navtex.

## System meldunkowy
Dla ułatwienia kontroli statki podają informacje o sobie do centrum kontroli. W zależności od wymagań danego VTS pierwsze informacje podaje w momencie wejścia w obszar VTS lub z wyprzedzeniem, które może wynosić od kilkunastu minut do kilku dni. 
Przy pierwszym meldunku przy wejściu w obszar VTS statki podają informacje umożliwiające identyfikację statku (Nazwa, sygnał rozpoznawczy, numer identyfikacyjny), dane pozwalające na zlokalizowanie statku na radarze (pozycja, kurs i prędkość) oraz informacje dodatkowe, pozwalające na odpowiednie traktowanie statku przez VTS (wielkość, zanurzenie, liczba osób, rodzaj ładunku, planowana trasa przejścia, defekty i inne). Następnie statek musi meldować do centrum kontroli minięcie kolejnych punktów meldunkowych lub zmianie zaplanowanej trasy. Obowiązkowe jest również natychmiastowe meldowanie o wszelkich awariach i zagrożeniach.

## Akcje centrum kontroli
Obsada centrum kontroli obserwuje na bieżąco sytuację i podaje komunikaty, na przykład o statkach które ze względu na zanurzenie mogą poruszać się tylko po określonej części toru wodnego, wadliwym oznakowaniu (zgaszone światła, przesunięte pławy). Mogą też informować poszczególne statki o sytuacjach niebezpiecznych (ryzyko zderzenia, kurs prowadzący na mieliznę, naruszenie strefy rozgraniczenia ruchu). W takich sytuacjach mogą zalecić zmianę kursu lub inne działanie. W razie wypadku lub katastrofy VTS natychmiast podejmuje akcje mające na celu zmniejszenie szkód i zapewnienie bezpieczeństwa. 

## Inne
Część VTS prowadzi także pilotaż radarowy, podając potrzebującej jednostce (lub wszystkim jednostkom, w razie złej widzialności) dokładną pozycję i informacje potrzebne do utrzymania statku na właściwym torze.
Niektóre VTS (mniej obciążone) zarządzają jednocześnie usługami pilotowymi.

## Odpowiedzialność
Działania VTS mają charakter informacyjno-doradczy (tak, jak informacje pilota), dowódca jednostki ponosi pełną odpowiedzialność za nawigację statku. Jednak w niektórych krajach, niezastosowanie się do żądań VTS pociąga za sobą postępowanie karne lub kary finansowe.

## Dane
Aktualne dane poszczególnych VTS są opisane w tomie 6 Spisu Radiosygnałów Admiralicji Brytyjskiej (British Admirality List of Radio Signals, vol.6) i w wydawnictwach lokalnych Spisie radiostacji nautycznych BHMW.